# Nathaniel Will
Nathaniel Will (* 16. Februar 1989 in Lelystad, Flevoland) ist ein niederländischer Fußballspieler.

## Karriere
Will spielte in der Jugend von Lelystad ’67, ehe er als Zwölfjähriger in die Nachwuchsabteilung des AFC Ajax nach Amsterdam wechselte. Mit 18 Jahren erhielt er bei den Amsterdamern seinen ersten Vertrag, der bis zum 30. Juni 2010 lief. In dieser Zeit konnte er sich nicht so weit durchsetzen, dass er bis in den Erstligakader aufrückte, spielte jedoch regelmäßig für die zweite Mannschaft Jong Ajax, die 2009 Meister der Nachwuchsrunde wurde und in der er in der Saison 2009/10 mehrmals die Kapitänsbinde trug.
Zur Saison 2010/11 wechselte der nur 1,77 Meter große Will ablösefrei zum Ehrendivisionär N.E.C. nach Nimwegen, bei dem einer seiner Onkel bereits als Mannschaftsarzt gearbeitet hatte. Hier traf er seinen Jong-Ajax-Mannschaftskameraden John Goossens wieder. Bei den Nimwegern debütierte er zu Saisonbeginn gegen VVV-Venlo am 7. August 2010 in der Eredivisie, eroberte danach schnell einen Stammplatz und verdrängte damit Niels Wellenberg. Am 6. November 2010 erzielte er seinen ersten Pflichtspiel-Treffer für N.E.C.; beim 4:1-Auswärtssieg in Doetinchem bei De Graafschap traf er auf Vorlage von Lasse Schøne in der 21. Minute zum 0:1. Insgesamt kam er in dieser Saison, die N.E.C. als Elfter beendete, 28-mal in der Liga und im einzigen Pokalspiel zum Einsatz.
In der Saison 2011/12 musste Will mehrmals wegen Knie- und Knöchelverletzungen aussetzen und kam bis Mitte März nur 15-mal in der Liga sowie in einem von vier Pokalspielen zum Einsatz. Er verlor seinen Stammplatz vorübergehend an Zoltán Szélesi, eroberte ihn sich jedoch in der Rückrunde von dem Ungarn zurück. Sein Vertrag bei N.E.C. läuft bis zum Saisonende 2011/12.